# Geert Cirkel
Geert Anne Cirkel (Dordrecht, 20 oktober 1978) is een Nederlandse roeier. Hij nam tweemaal deel aan de Olympische Spelen, maar won hierbij geen medailles.

## Biografie
Cirkel begon op 15-jarige leeftijd met roeien. Hij is erelid van de Algemene Utrechtse Studenten Roeivereniging Orca en Lid van Verdienste bij de Koninklijke Dordrechtsche Roei- en Zeilvereeniging. Hij woont in Bilthoven en na zijn studie geneeskunde werd hij arts.
In 2000 maakte Cirkel zijn olympisch debuut met de Holland Acht op de Olympische Spelen van 2000 in Sydney. In de kleine finale behaalde de ploeg een achtste plaats in 5.36,63. Acht jaar later vertegenwoordigde hij Nederland opnieuw op de Olympische Spelen. Ditmaal kwam hij bij de Olympische Spelen van 2008 in Peking uit op het onderdeel vier zonder stuurman. De andere Nederlanders in de boot waren Gijs Vermeulen, Jan-Willem Gabriëls en Matthijs Vellenga. Vanwege het winnen van de wereldbeker, een klassement over drie wedstrijden, waren ze favoriet maar ze moesten genoegen nemen met een achtste plaats.
Na Peking stopte Cirkel definitief met zijn topsportcarrière.

## Titels
- Nederlands kampioen vier met stuurman - 1997, 1998, 2003
- Nederlands kampioen vier zonder stuurman - 1997, 2002
- Nederlands kampioen twee met stuurman - 2002, 2003
- Nederlands kampioen acht met stuurman - 1997, 1998, 1999, 2000

## Palmares

### roeien (twee zonder stuurman)
- 1996: 11e WK Junioren in Glasgow - 7:12.57
- 2002: 8e Wereldbeker I in Hazewinkel - 6:51.29
- 2002: 5e Wereldbeker III in München - 6:39.14

### roeien (vier zonder stuurman)
- 2002: 5e WK in Sevilla - 5:48.46
- 2005: 4e Wereldbeker in Eton - 6:04.62
- 2005:  Wereldbeker III in Luzern - 5:54.68
- 2005:  WK in Gifu - 6:13.23
- 2006:  Wereldbeker I in München - 6:00.74
- 2006:  Wereldbeker III in Luzern - 6:00.19
- 2006:  WK in Eton - 5:45.54
- 2007:  Wereldbeker I in Linz - 5:58.30
- 2007:  Wereldbeker II in Amsterdam - 5:53.17
- 2007:  Wereldbeker III in Luzern - 5:51.48
- 2007:  Wereldbeker klassement
- 2007:  WK in München - 5:55.49
- 2008: 4e Wereldbeker I in München - 6:37.42
- 2008:  Wereldbeker II in Luzern - 5:53.13
- 2008:  Wereldbeker III in Poznan Malta - 6:11.61
- 2008: 8e Olympische Spelen van Peking - 6:06.37

### roeien (dubbelvier)
- 2001:  Wereldbeker II in Sevilla - 6:02.47
- 2001:  Wereldbeker IV in München - 6:12.29
- 2001:  WK in Luzern - 5:42.64
- 2003:  Wereldbeker I in Milaan - 5:42.10
- 2003:  Wereldbeker III in Luzern - 5:44.60
- 2003: 12e WK in Milaan - 5:54.64

### roeien (acht met stuurman)
- 1997: 8e Wereldbeker I in München - 6:36.00
- 1997: 7e WK in Aiguebelette - 5:46.87
- 1998: 6e Wereldbeker II in Hazewinkel - 5:36.55
- 1998: 9e Wereldbeker III in Luzern - 5:51.07
- 2000:  Wereldbeker I - 5:59.25
- 2000: 8e Wereldbeker III - 5:42.29
- 2000: 8e Olympische Spelen van Sydney - 5:36.63

### roeien (overig)
- 2006:  Winnaar Stewards Cup, Henley Royal Regatta
- 1999: Winnaar Varsity Oude Vier
- 2000: Winnaar Varsity Oude Vier
- 2004: Winnaar Varsity Oude Vier